# Nick Leventis

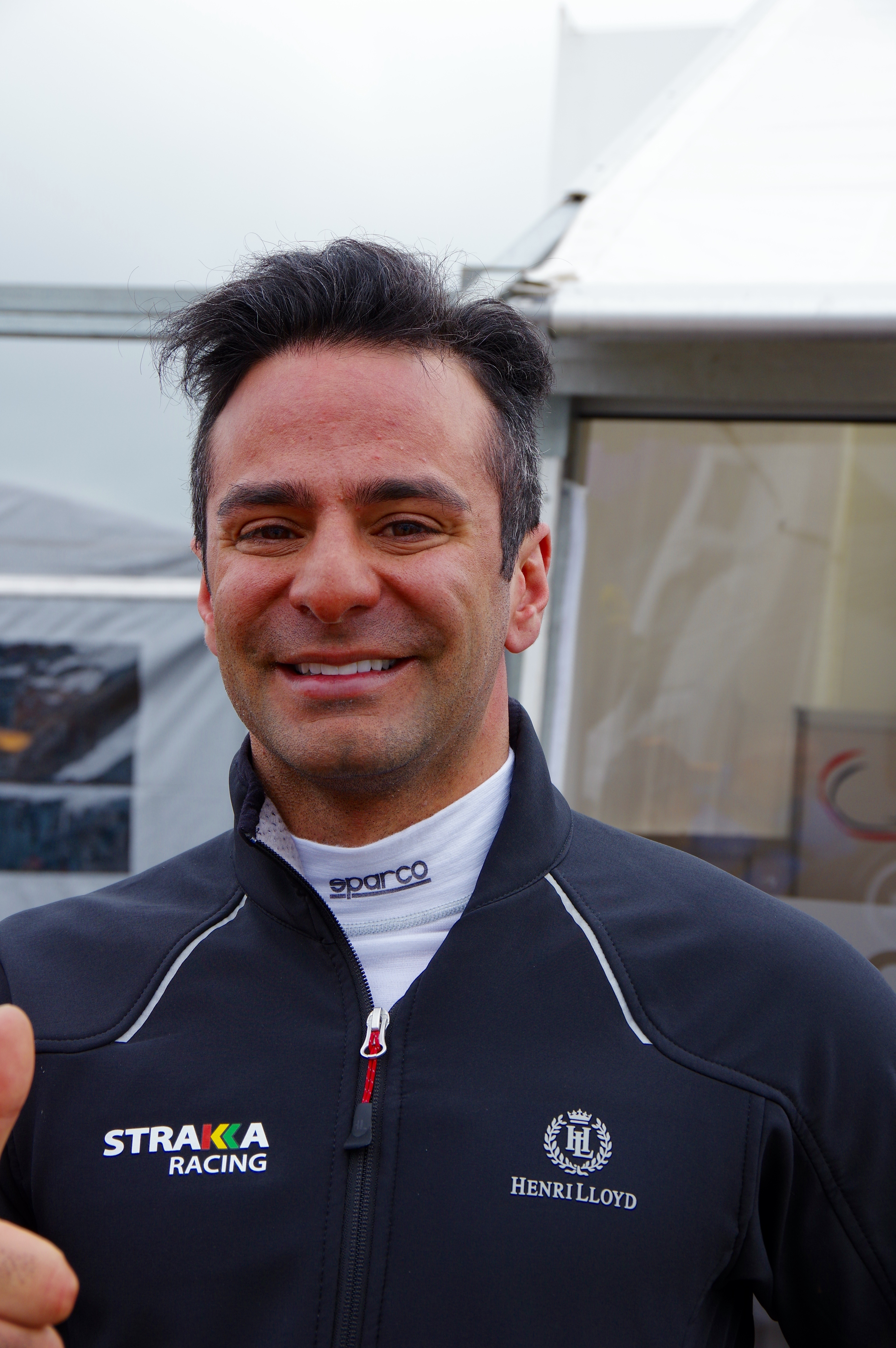
Nick Leventis 2016

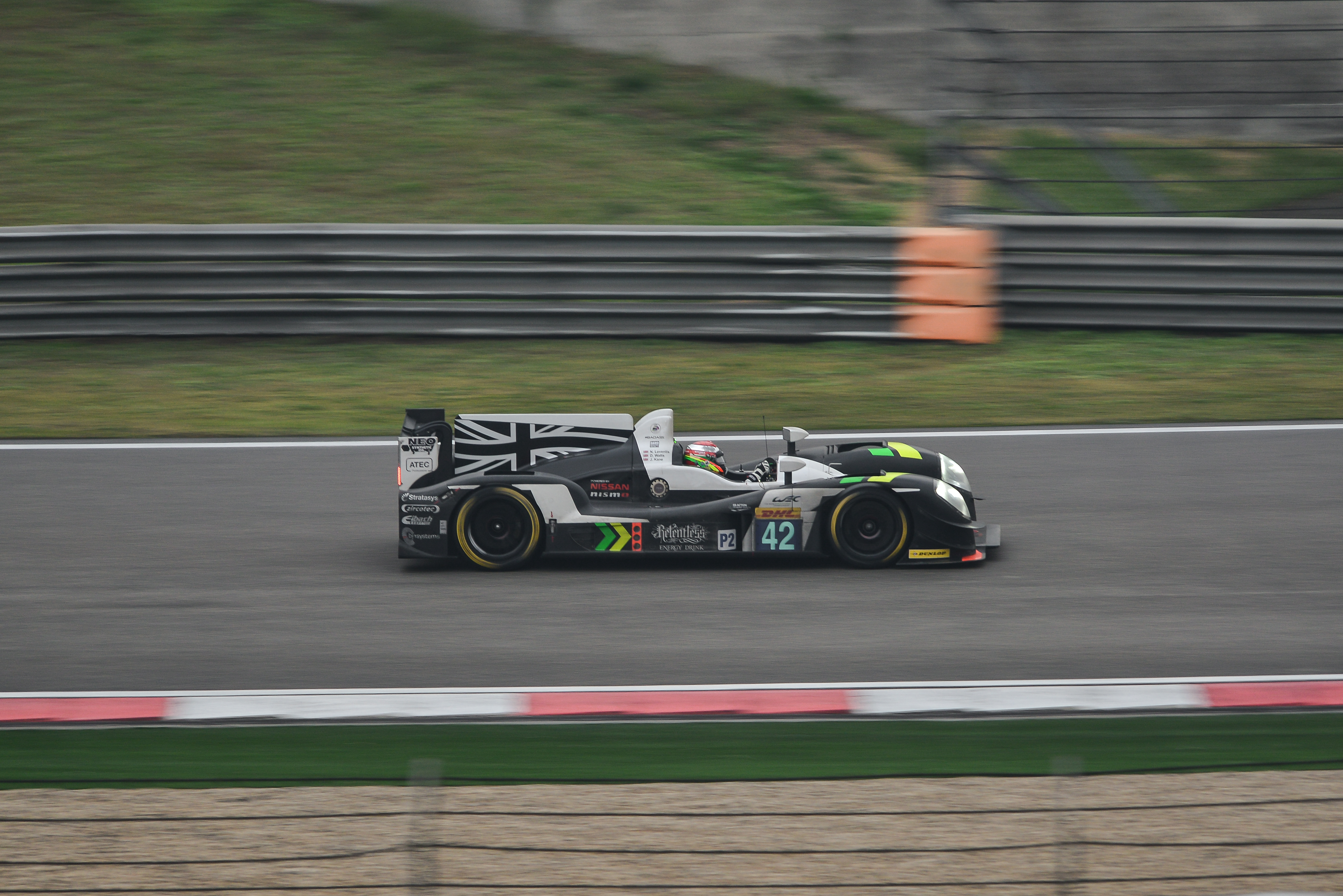
Der Strakka Racing-Gibson 015S beim 6-Stunden-Rennen von Shanghai 2015

Nicolas Gatsonides „Nick“ Leventis (* 31. Januar 1980 in London) ist ein ehemaliger britischer Autorennfahrer und Rennstallbesitzer.

## Karriere als Rennfahrer
Nick Leventis wurde im Londoner Stadtteil Kensington geboren und erhielt seine schulische Ausbildung an der Harrow School. In seinen jungen Jahren war er ein erfolgreicher alpiner Skifahrer mit Schwerpunkt Abfahrtslauf. Eine Rückenverletzung beendete seine professionellen Ambitionen. 2003 wandte er sich dem Motorsport zu und ging vorerst bei Rennen mit historischen Rennfahrzeugen an den Start. Größter Erfolg während dieser Phase seiner Karriere war der dritte Rang im Ferrari 330P3 beim Legendrennen im Rahmen des 24-Stunden-Rennens von Le Mans 2007.
2007 begann die Fahrerkarriere im professionellen Motorsport, mit einem zweiten Gesamtrang mit Peter Hardman im Aston Martin DBR9 beim 6-Stunden-Rennen von Vallelunga.

## Strakka Racing
Im Herbst 2007 gründete Nick Leventis mit Strakka Racing einen eigenen Rennstall, in dem er ab 2008 auch als Fahrer aktiv war. Mit dem Team engagierte er sich Ende der 2000er-Jahre in der Le Mans Series. Sein Debüt gab er beim 1000-km-Rennen von Spa-Francorchamps 2008 gemeinsam mit Peter Hardman im Aston Martin DBR9. Das Duo beendete das Rennen, das Marc Gené, Nicolas Minassian und Jacques Villeneuve im Peugeot 908 HDi FAP gewannen, auf dem 24. Rang der Gesamtwertung. Nach einigen guten Platzierungen im Gesamtklassement – Fünfter beim 1000-km-Rennen von Katalonien 2009 und Siebter beim 8-Stunden-Rennen von Le Castellet 2010 – gewann er gemeinsam mit Danny Watts und Jonny Kane im HPD ARX-01c das 1000-km-Rennen auf dem Hungaroring 2010.
Mit dem Beginn der FIA-Langstrecken-Weltmeisterschaft 2012 wechselte Leventis mit seinem Team in diese Rennserie, in der er bis 2016 aktiv blieb. Danach gingen Team und Fahrer in der Blancpain Endurance Series an den Start.
Nick Leventis gab 2008 sein Debüt beim 24-Stunden-Rennen von Le Mans. Seine beste Platzierung bei bisher acht Rennstarts war der fünfte Endrang 2010. Diese Klassierung war gleichbedeutend mit dem Sieg in der LMP2-Klasse.
Bei den 8 Stunden von Kalifornien im Oktober 2018 gab Leventis einen auf zwei Anabolika positiven Dopingtest ab. Die FIA sperrte ihn deswegen für vier Jahre, woraufhin er seinen Rücktritt erklärte.

## Statistik

### Le-Mans-Ergebnisse
| Jahr | Team                  | Fahrzeug            | Teamkollege      | Teamkollege   | Platzierung            | Ausfallgrund  |
| ---- | --------------------- | ------------------- | ---------------- | ------------- | ---------------------- | ------------- |
| 2008 | Vitaphone Racing Team | Aston Martin DBR9   | Alexandre Negrão | Peter Hardman | Ausfall                | Motorschaden  |
| 2009 | Strakka Racing        | Ginetta-Zytek GZ09S | Danny Watts      | Peter Hardman | Rang 21                |               |
| 2010 | Strakka Racing        | HPD ARX-01c         | Danny Watts      | Jonny Kane    | Rang 5 und Klassensieg |               |
| 2011 | Strakka Racing        | HPD ARX-01d         | Danny Watts      | Jonny Kane    | Ausfall                | Unfall        |
| 2012 | Strakka Racing        | HPD ARX-03a         | Danny Watts      | Jonny Kane    | Rang 30                |               |
| 2013 | Strakka Racing        | HPD ARX-03ac        | Danny Watts      | Jonny Kane    | Rang 6                 |               |
| 2015 | Strakka Racing        | Strakka-Dome S103   | Danny Watts      | Jonny Kane    | Ausfall                | Kühlerschaden |
| 2016 | Strakka Racing        | Gibson 015S         | Danny Watts      | Jonny Kane    | Rang 8                 |               |

### Sebring-Ergebnisse
| Jahr | Team           | Fahrzeug    | Teamkollege | Teamkollege | Platzierung | Ausfallgrund |
| ---- | -------------- | ----------- | ----------- | ----------- | ----------- | ------------ |
| 2012 | Strakka Racing | HPD ARX-03a | Danny Watts | Jonny Kane  | Rang 10     |              |

### Einzelergebnisse in der FIA-Langstrecken-Weltmeisterschaft
| Saison | Team           | Rennwagen         | 1   | 2   | 3   | 4   | 5   | 6   | 7   | 8   | 9   |
| ------ | -------------- | ----------------- | --- | --- | --- | --- | --- | --- | --- | --- | --- |
| 2012   | Strakka Racing | HPD ARX-03a       | SEB | SPA | LEM | SIL | SAO | BAH | FUJ | SHA |     |
| 2012   | Strakka Racing | HPD ARX-03a       | 10  | 7   | 30  | 5   | 5   | 3   | 6   | 6   |     |
| 2013   | Strakka Racing | HPD ARX-03c       | SIL | SPA | LEM | SAO | AUS | FUJ | SHA | BAH |     |
| 2013   | Strakka Racing | HPD ARX-03c       | DNF | 7   | 6   |     |     |     |     |     |     |
| 2015   | Strakka Racing | Strakka Dome S103 | SIL | SPA | LEM | NÜR | AUS | FUJ | SHA | BAH |     |
| 2015   | Strakka Racing | Strakka Dome S103 | 8   | 14  | DNF | 13  | 13  | 18  | 26  | 15  |     |
| 2016   | Strakka Racing | Gibson 015S       | SIL | SPA | LEM | NÜR | MEX | AUS | FUJ | SHA | BAH |
| 2016   | Strakka Racing | Gibson 015S       | 9   | DNF | 8   | 11  | 9   | DNF | 12  |     |     |